# Александер Нюбель
Александер Нюбель (нім. Alexander Nübel, нар. 30 вересня 1996, Падерборн) — німецький футболіст, воротар клубу «Баварія», який на правах оренди виступає за «Штутгарт».

## Клубна кар'єра
Народився 30 вересня 1996 року в місті Падерборн. З дев'яти років грав за команди різних вікових груп клубу «Падерборн 07». З сезону 2014/15 його залучали до тренувань з основною командою, однак жодного матчу за неї він не зіграв.
Влітку 2015 року перебрався в «Шальке 04». 14 травня 2016 року дебютував у Бундеслізі, у поєдинку проти «Гоффенгайма», вийшовши на 90-ій хвилині замість основного голкіпера Ральфа Ферманна. З другої половини сезону 2018/19 став основним воротарем клубу. Відіграв за клуб із Гельзенкірхена 46 матчів у національному чемпіонаті, в яких пропустив 69 голів, після чого влітку 2020 року перебрався до лав мюнхенської «Баварії» на правах вільного агента.
У мюнхенській команді протягом року виходив на поле лише в одній грі Бундесліги, після чого влітку 2021 року на умовах дворічної оренди став гравцем «Монако». Влітку 2023 року повернувся до «Баварії»

## Виступи за збірну
З 2017 року його залучали до матчів молодіжної збірної Німеччини, в її складі поїхав на молодіжний чемпіонат Європи 2019 року в Італії.

## Титули і досягнення
- Володар Кубка Німеччини (2):

«Баварія»: 2019-20
«Штутгарт»: 2024-25
- Володар Суперкубка Німеччини (1):

«Баварія»: 2020
- Переможець Ліги чемпіонів УЄФА (1):

«Баварія»: 2019-20
- Переможець Суперкубка УЄФА (1):

«Баварія»: 2020
- Переможець Клубного чемпіонату світу (1):

«Баварія»: 2020
- Чемпіон Німеччини (1):

«Баварія»: 2020-21